# Phytoliriomyza costaricensis
Phytoliriomyza costaricensis este o specie de muște din genul Phytoliriomyza, familia Agromyzidae, descrisă de Spencer în anul 1973.
Este endemică în Costa Rica. Conform Catalogue of Life specia Phytoliriomyza costaricensis nu are subspecii cunoscute.